# اچ اند آر بلاک

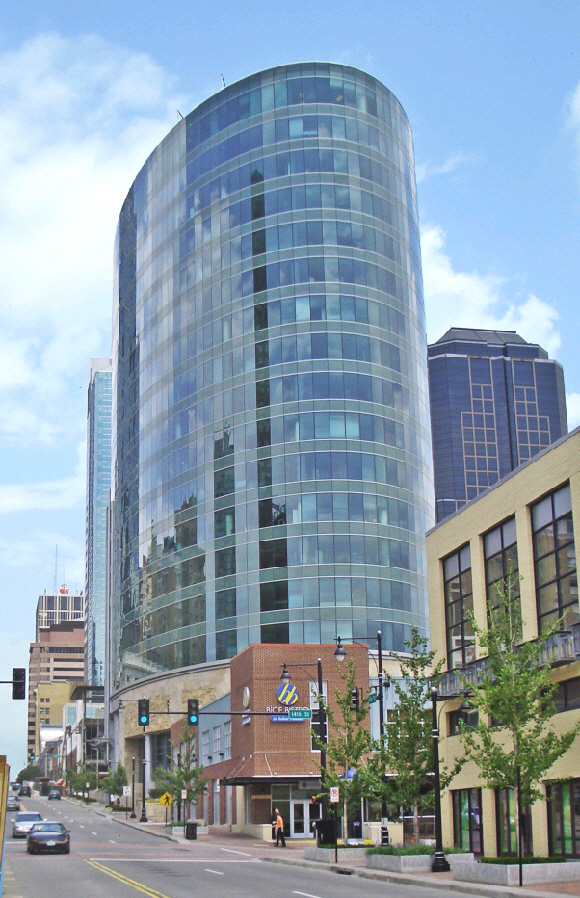
مرکز شرکت در کانزاس سیتی

شرکت اچ اند آر بلاک (به انگلیسی: H&R Block) تأسیس ۱۹۵۵ یک شرکت چند ملیتی آمریکایی است که در زمینه خدمات مالیاتی در آمریکای شمالی و استرالیا و برزیل فعالیت می‌کند.
دفتر مرکزی این شرکت در کانزاس سیتی قرار دارد.